# QS Возничего
QS Возничего (лат. QS Aurigae) — одиночная переменная звезда в созвездии Возничего на расстоянии (вычисленном из значения параллакса) приблизительно 40466 световых лет (около 12407 парсеков) от Солнца. Видимая звёздная величина звезды — от +15,9m до +15,3m.

## Характеристики
QS Возничего — красная пульсирующая полуправильная переменная звезда (SR) спектрального класса M2/3. Эффективная температура — около 3723 К.